# FFH-Gebiet Karlsburger Holz

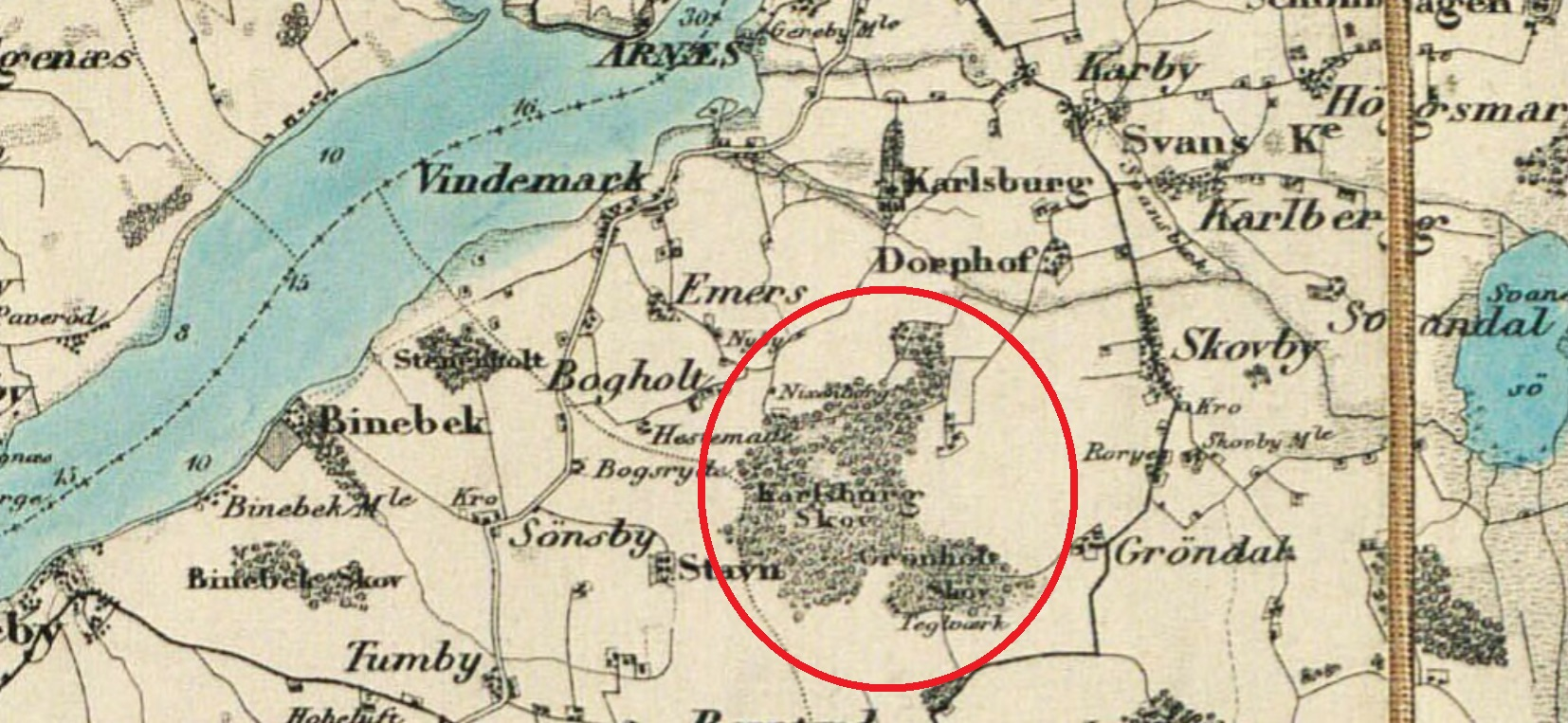
Bild 1: Karlsburger Holz um 1857

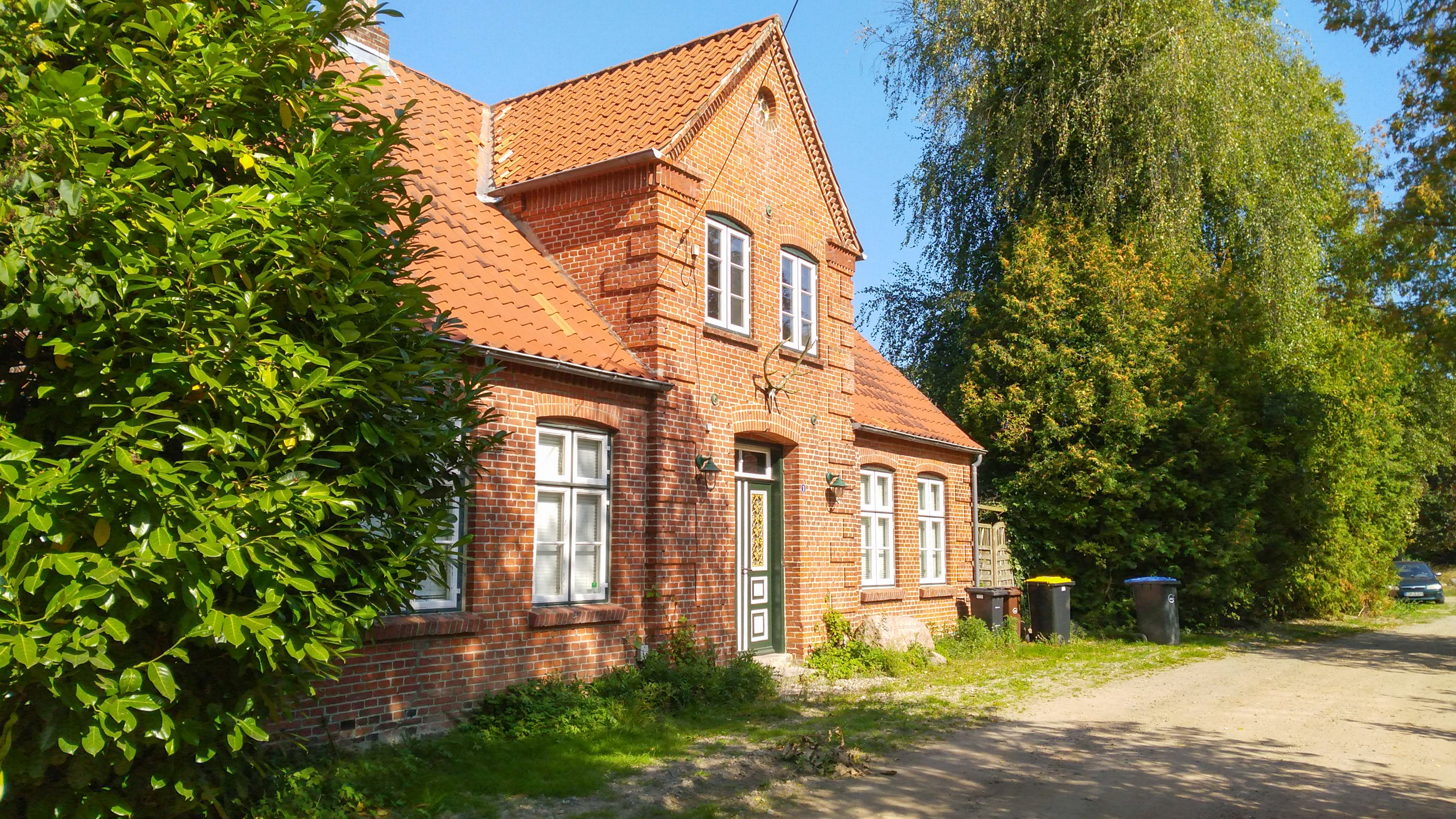
Bild 2: Forsthaus Karlsburgerholz

Das FFH-Gebiet Karlsburger Holz ist ein NATURA 2000-Schutzgebiet in Schleswig-Holstein im Kreis Rendsburg-Eckernförde auf der Halbinsel Schwansen in den Gemeinden Dörphof, Thumby und Winnemark und ist Teil der Naturräumlichen Haupteinheit Schleswig-Holsteinisches Hügelland. Es hat eine Fläche von 186 ha. Die größte Ausdehnung liegt in Nordwestrichtung und beträgt 2,28 km. Die höchsten Erhebungen liegen im Westen des Gebietes. Dort befinden sich mehrere Hügelkuppen, die eine Höhe von über 25 m über NN erreichen. Der niedrigste Punkt liegt mit 13 m über NN an der Ostgrenze am Fließgewässer Schwarzbek. Es grenzt im Südwesten an die Bundesstraße B 203 und ist von intensiv genutzten Ackerflächen umgeben. Der nördliche größere Teil des Waldes wird Karlsburger Holz, der Südostzipfel an der B 203 wird Borshorn genannt. Es handelt sich um einen historischen Waldstandort, der bereits in der dänischen Generalstabskarte von 1857 als Karlsburg Skov für das Karlsburger Holz und Grönholt Skov für das Borshorn verzeichnet ist, siehe Bild 1. Das Karlsburger Holz wird im Dänischen auch Gereby Skov (Gerebyer Holz) genannt. Es handelt sich um den größten zusammenhängenden Laubwald der Halbinsel Schwansen. Der Wald besteht zum überwiegenden Teil aus Laubwald, siehe Diagramm 1. Bis zum Anfang des 19. Jahrhunderts befand sich am Südwestrand des Waldes Borshorn eine Ziegelei, die den Lehm aus der unmittelbaren Umgebung und das Holz des Waldes zur Befeuerung der Brennöfen nutzte, siehe Bild 1. Die Ziegelei war im Besitz des Gutes Grünholz. Im Jahre 1897 war sie von einem Jürgen Blemmer gepachtet.
Das FFH-Gebiet Karlsburger Holz ist im Privatbesitz. Über 90 % sind im Besitz des Gutes Grünholz, das wiederum im Besitz der Adelsfamilie Schleswig-Holstein-Sonderburg-Glücksburg ist. Der restliche Teil gehört mehreren Landwirten. Im Nordwesten ist der Zugang für Besucher am Forsthaus Karlsburgerholz vorbei über eine Sackgasse bis zu einem kleinen Wendehammer möglich, siehe Bild 4. Es bestehen dort aber keinerlei Parkmöglichkeiten. Von dort können Fußgänger über zwei Forstwege den Wald betreten. Der Wald hat ein gut ausgebautes Netz an mit Split befestigten Forstwegen. Innerhalb des Waldes weisen an einigen Stellen Schilder auf Wildruhezonen hin, die man nicht betreten sollte, siehe Bild 7.
Die Wälder werden von einer Vielzahl von Entwässerungsgräben durchzogen und haben viele Stillgewässer in ihren Senken, die unter Biotopschutz stehen. Gleiches gilt für die im Waldgebiet Borsholm anzutreffenden Erlen-, Eschen- und Weidensumpfwälder, siehe Tabelle 1 und Diagramm 2. Das FFH-Gebiet hat die Nr. 136 in der Liste der FFH-Gebiete gemäß EG-Wasserrahmenrichtlinie RL 92/43/EWG mit dem Code DE_PH_1425-301 im Bewirtschaftungsplan für die Flussgebietseinheit Schlei/Trave.

## FFH-Gebietsgeschichte und Naturschutzumgebung
Der NATURA 2000-Standard-Datenbogen (SDB) für dieses FFH-Gebiet wurde im Mai 2004 vom Landesamt für Landwirtschaft, Umwelt und ländliche Räume (LLUR) des Landes Schleswig-Holstein erstellt, im September 2004 als Gebiet von gemeinschaftlicher Bedeutung (GGB) vorgeschlagen, im November 2007 von der EU als GGB bestätigt und im Januar 2010 national nach § 32 Absatz 2 bis 4 BNatSchG in Verbindung mit § 23 LNatSchG als besonderes Erhaltungsgebiet (BEG) bestätigt. Der SDB wurde zuletzt im Oktober 2013 aktualisiert. Der Managementplan für das FFH-Gebiet wurde im Dezember 2011 veröffentlicht. Mit der Betreuung des FFH-Gebietes hat das Landesamt für Landwirtschaft, Umwelt und ländliche Räume des Landes Schleswig-Holstein (LLUR) gem. § 20 LNatSchG noch keine Institution beauftragt. Es gibt weder ein Informations-Faltblatt für interessierte Besucher, noch sind an den Zugängen oder innerhalb des Gebietes Informationstafeln des landesweiten Besucher-Informationssystems (BIS) aufgestellt.
Im Nordosten in 300 m Entfernung vom FFH-Gebiet Karlsburger Holz befindet sich das am 29. Juni 1999 gegründete Landschaftsschutzgebiet Schwansener Schleilandschaft.

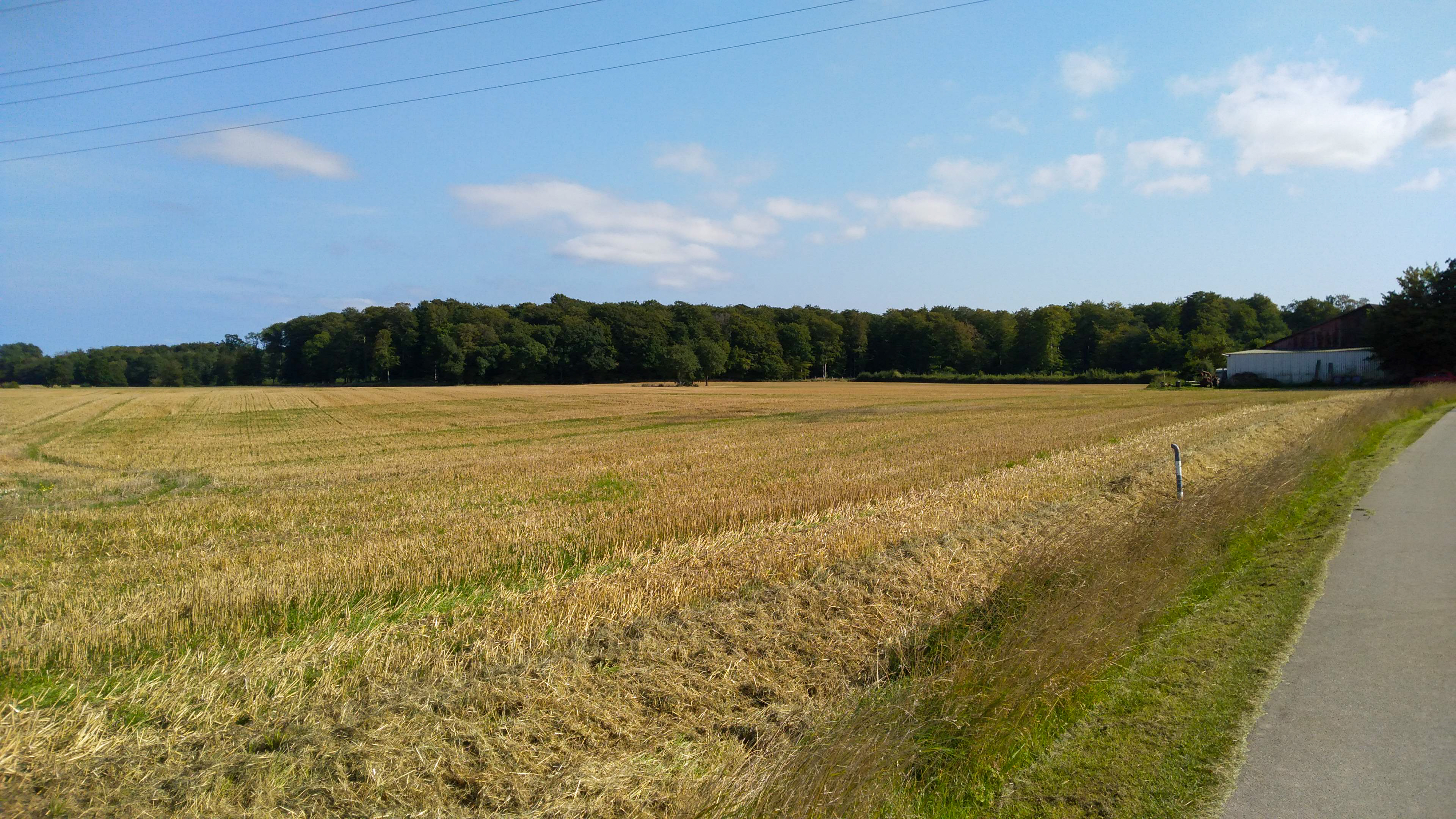
Bild 3: Nordrand Karlsburger Holz
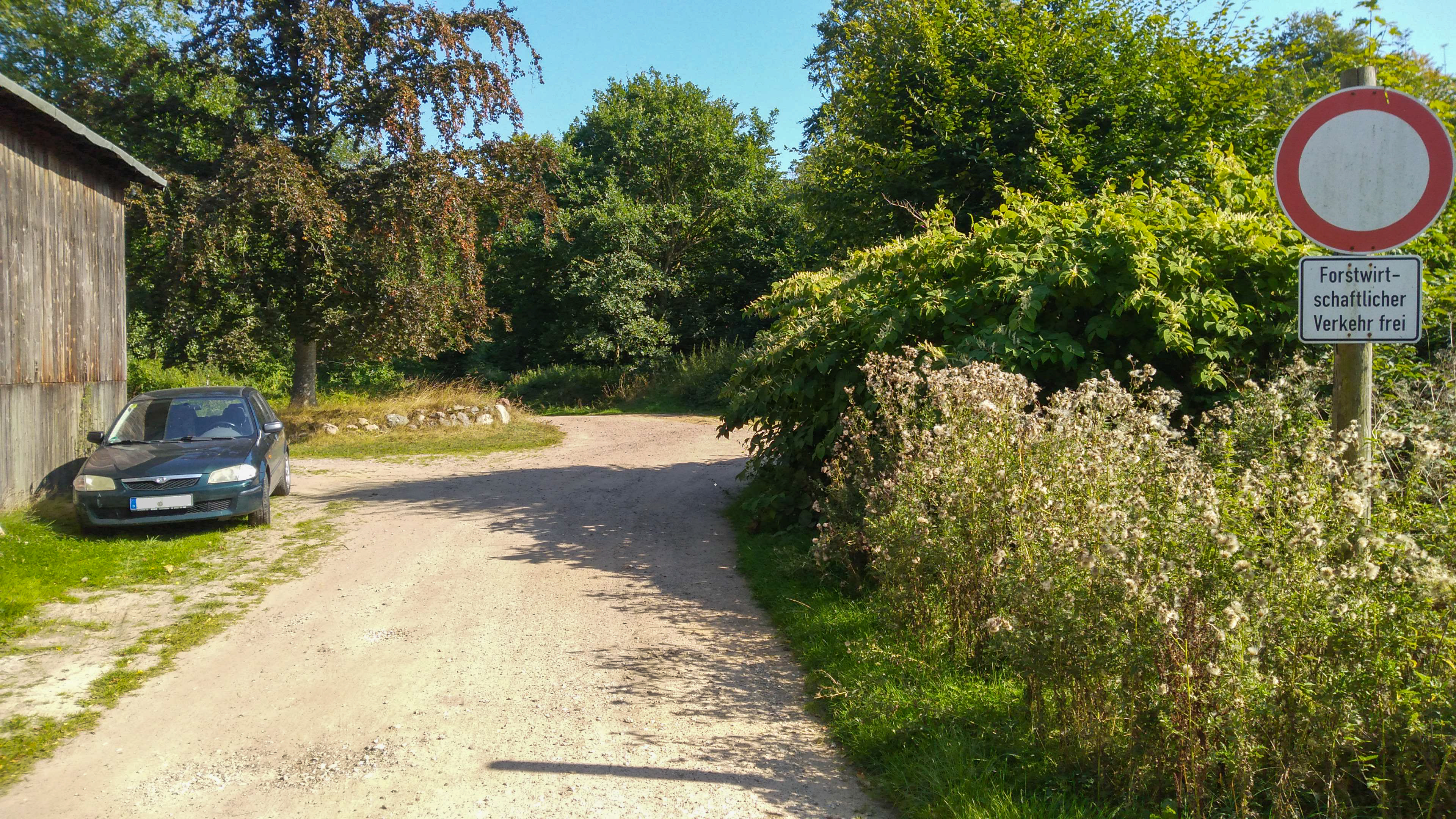
Bild 4: Nordzugang zum Karlsburger Holz
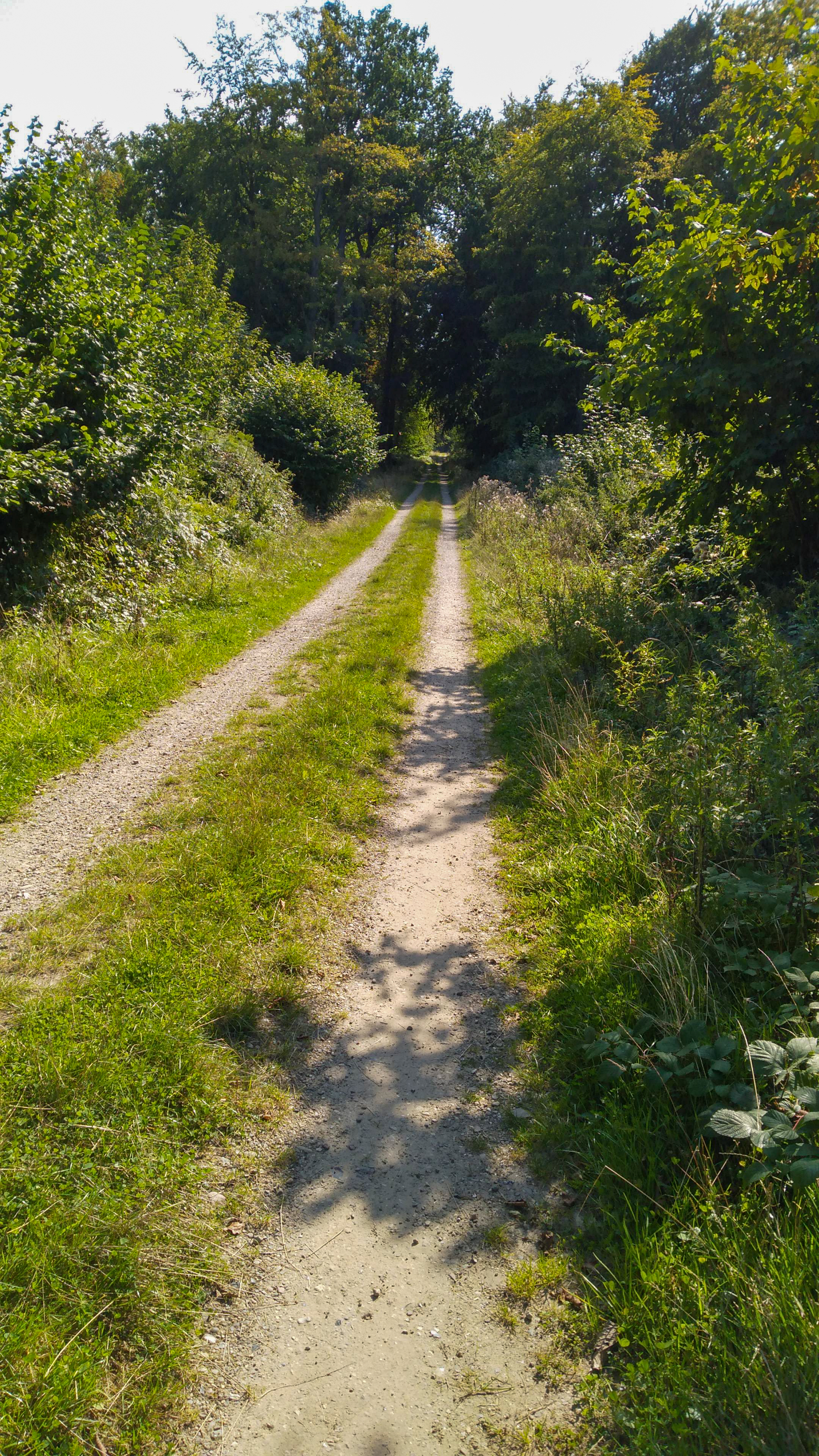
Bild 5: Forstweg nach Süden
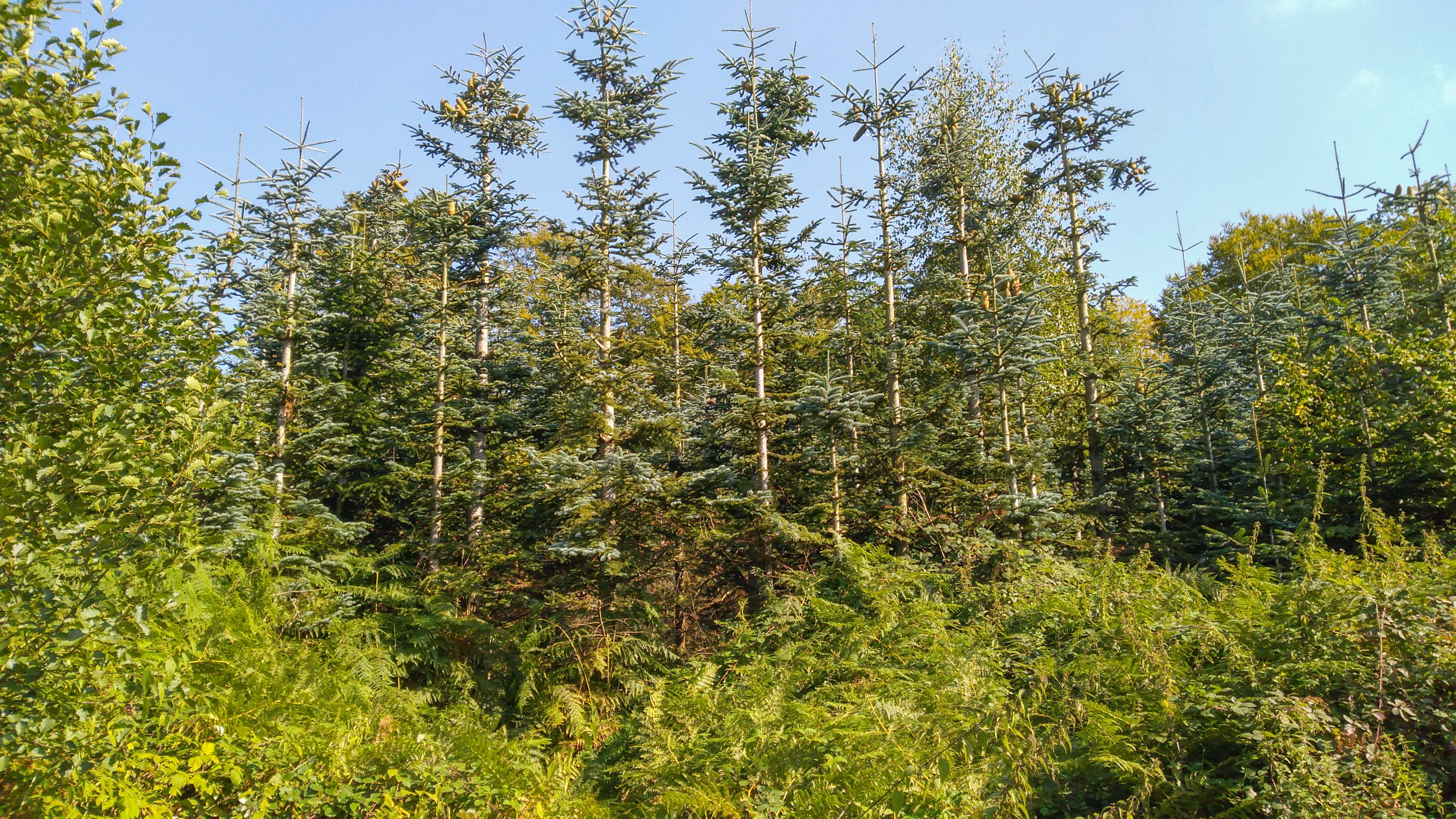
Bild 6: Nadelwald im Karlsburger Holz
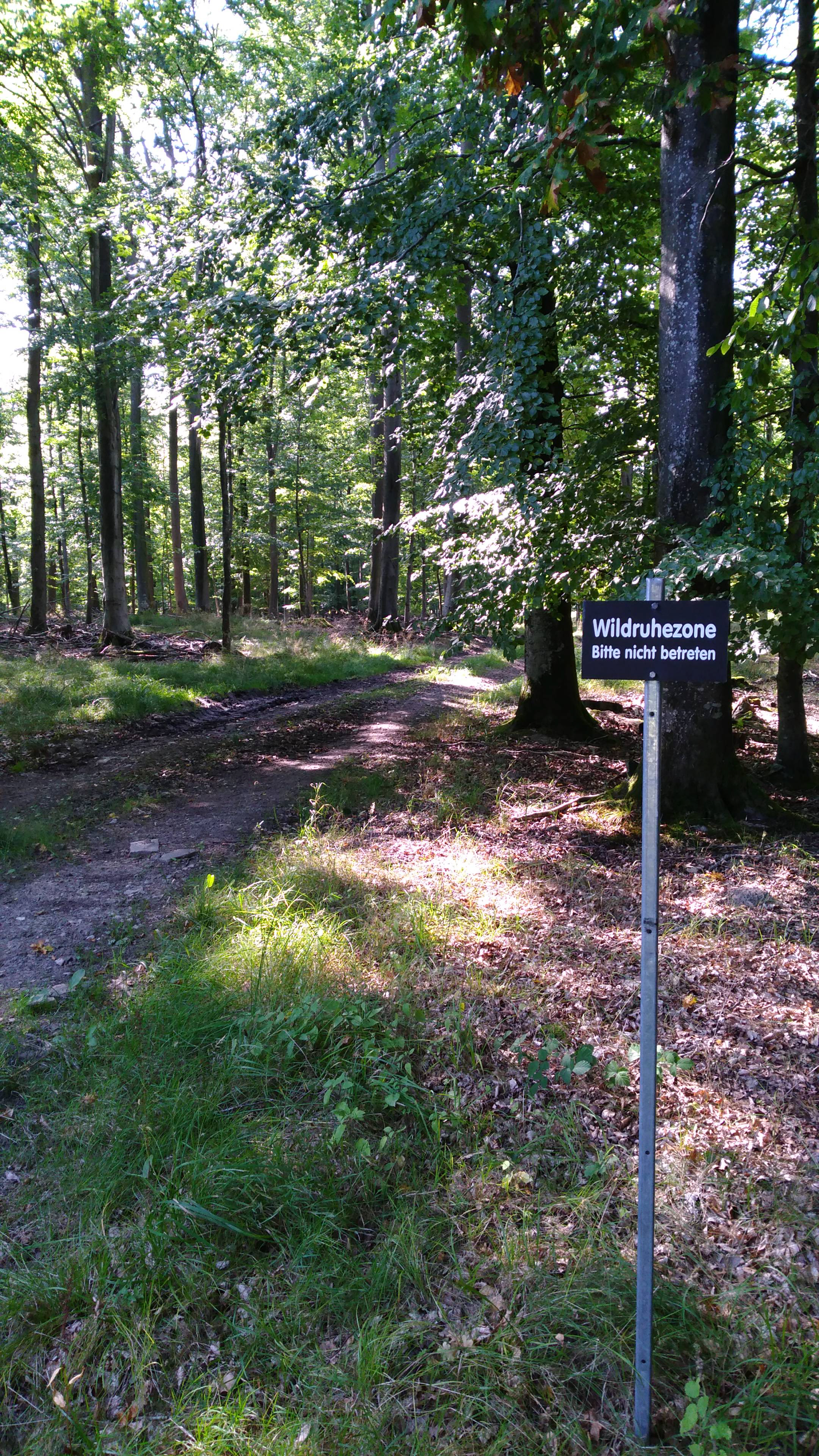
Bild 7: Wildruhezone im Karlsburger Holz

## FFH-Erhaltungsgegenstand
Laut Standard-Datenbogen vom Dezember 2011 sind folgende FFH-Lebensraumtypen und Arten für das Gesamtgebiet als FFH-Erhaltungsgegenstände mit den entsprechenden Beurteilungen zum Erhaltungszustand der Umweltbehörde der Europäischen Union gemeldet worden (Gebräuchliche Kurzbezeichnung (BfN)):
FFH-Lebensraumtypen nach Anhang I der EU-Richtlinie:
- 3150 Natürliche und naturnahe nährstoffreiche Stillgewässer mit Laichkraut oder Froschbiss-Gesellschaften (Gesamtbeurteilung C)[15]
- 9110 Hainsimsen-Buchenwälder (Gesamtbeurteilung C)[16]
- 9130 Waldmeister-Buchenwälder (Gesamtbeurteilung B)[17]
- 9160 Sternmieren-Eichen-Hainbuchenwälder (Gesamtbeurteilung C)[18]

Mehr als drei Viertel der Gebietsfläche nimmt der Lebensraumtyp 9130 Waldmeister-Buchenwälder ein. Gut ein fünftel der Fläche ist keinem LRT zugewiesen worden. Hier handelt es sich im Wesentlichen um Nadelwaldbestände. Etwa 15 ha besteht aus Nadelbaumplantagen für Weihnachtsbäume und Schmuckgrün.

## FFH-Erhaltungsziele
Aus den oben aufgeführten FFH-Erhaltungsgegenständen werden als FFH-Erhaltungsziele von besonderer Bedeutung die Erhaltung folgender Lebensraumtypen und Arten im FFH-Gebiet vom Ministerium für Energiewende, Landwirtschaft, Umwelt und ländliche Räume des Landes Schleswig-Holstein erklärt:
- 9110 Hainsimsen-Buchenwälder
- 9130 Waldmeister-Buchenwälder
- 9160 Sternmieren-Eichen-Hainbuchenwälder

Aus den oben aufgeführten FFH-Erhaltungsgegenständen werden als FFH-Erhaltungsziele von Bedeutung die Erhaltung folgender Lebensraumtypen und Arten im FFH-Gebiet vom Ministerium für Energiewende, Landwirtschaft, Umwelt und ländliche Räume des Landes Schleswig-Holstein erklärt:
- 3150 Natürliche und naturnahe nährstoffreiche Stillgewässer mit Laichkraut oder Froschbiss-Gesellschaften

Tabelle 1: FFH-Lebensraumtypen und gesetzlich geschützte Biotope im FFH-Gebiet Karlsburger Holz
| Biotop-Nummer  | Schutzstatus             | Bezeichnung                 | Fläche [m²] | Position                    | Kartierdatum |
| -------------- | ------------------------ | --------------------------- | ----------- | --------------------------- | ------------ |
| 325606050-0415 | ges. gesch. Biotop       | FSy Sonstiges Stillgewässer | 614         | 54° 36′ 18″ N, 9° 57′ 15″ O | 13.08.2019   |
| 325606050-0409 | ges. gesch. Biotop       | FSy Sonstiges Stillgewässer | 403         | 54° 36′ 14″ N, 9° 57′ 9″ O  | 13.08.2019   |
| 325606050-0407 | ges. gesch. Biotop       | FSy Sonstiges Stillgewässer | 471         | 54° 36′ 12″ N, 9° 57′ 17″ O | 13.08.2019   |
| 325606050-0414 | LRT + ges. gesch. Biotop | FSe Eutrophes Stillgewässer | 697         | 54° 36′ 6″ N, 9° 56′ 56″ O  | 13.08.2019   |
| 325606050-0413 | ges. gesch. Biotop       | FSy Sonstiges Stillgewässer | 796         | 54° 35′ 58″ N, 9° 57′ 0″ O  | 13.08.2019   |
| 325606050-0406 | ges. gesch. Biotop       | FSy Sonstiges Stillgewässer | 292         | 54° 35′ 55″ N, 9° 57′ 11″ O | 13.08.2019   |
| 325606050-0418 | ges. gesch. Biotop       | FSy Sonstiges Stillgewässer | 1413        | 54° 35′ 55″ N, 9° 56′ 51″ O | 13.08.2019   |
| 325606050-0417 | ges. gesch. Biotop       | FSy Sonstiges Stillgewässer | 257         | 54° 35′ 51″ N, 9° 56′ 48″ O | 13.08.2019   |
| 325606050-0411 | ges. gesch. Biotop       | FKy Sonstiges Kleingewässer | 177         | 54° 35′ 52″ N, 9° 56′ 58″ O | 13.08.2019   |
| 325606050-0410 | ges. gesch. Biotop       | FSy Sonstiges Stillgewässer | 923         | 54° 35′ 52″ N, 9° 57′ 2″ O  | 13.08.2019   |
| 325606050-0412 | ges. gesch. Biotop       | FSy Sonstiges Stillgewässer | 297         | 54° 35′ 52″ N, 9° 57′ 7″ O  | 13.08.2019   |
| 325606050-0405 | ges. gesch. Biotop       | FSy Sonstiges Stillgewässer | 237         | 54° 35′ 52″ N, 9° 57′ 12″ O | 13.08.2019   |
| 325606050-0416 | ges. gesch. Biotop       | FSy Sonstiges Stillgewässer | 1672        | 54° 36′ 6″ N, 9° 56′ 10″ O  | 13.08.2019   |
| 325606050-0403 | ges. gesch. Biotop       | FSy Sonstiges Stillgewässer | 652         | 54° 35′ 45″ N, 9° 57′ 17″ O | 12.08.2019   |
| 325606050-0404 | ges. gesch. Biotop       | FSy Sonstiges Stillgewässer | 446         | 54° 35′ 45″ N, 9° 57′ 23″ O | 12.08.2019   |
| 325626050-0403 | ges. gesch. Biotop       | WEe Erlen-Eschen-Sumpfwald  | 2053        | 54° 35′ 44″ N, 9° 57′ 36″ O | 09.08.2019   |
| 325626050-0402 | ges. gesch. Biotop       | WEe Erlen-Eschen-Sumpfwald  | 1706        | 54° 35′ 40″ N, 9° 57′ 41″ O | 09.08.2019   |
| 325606050-0408 | ges. gesch. Biotop       | FSy Sonstiges Stillgewässer | 208         | 54° 35′ 37″ N, 9° 57′ 18″ O | 13.08.2019   |
| 325606050-0401 | ges. gesch. Biotop       | FSy Sonstiges Stillgewässer | 537         | 54° 35′ 36″ N, 9° 57′ 49″ O | 09.08.2019   |
| 325626050-0401 | ges. gesch. Biotop       | NSs Großseggenried          | 1036        | 54° 35′ 38″ N, 9° 57′ 51″ O | 09.08.2019   |
| 325626048-0417 | ges. gesch. Biotop       | WEe Erlen-Eschen-Sumpfwald  | 8431        | 54° 35′ 28″ N, 9° 57′ 48″ O | 09.08.2019   |
| 325626048-0418 | ges. gesch. Biotop       | WBw Weiden-Bruchwald        | 2185        | 54° 35′ 26″ N, 9° 57′ 51″ O | 09.08.2019   |
| 325626048-0419 | ges. gesch. Biotop       | NRr Landröhrichte           | 777         | 54° 35′ 27″ N, 9° 57′ 49″ O | 09.08.2019   |

## FFH-Analyse und Bewertung
Das Kapitel FFH-Analyse und Bewertung im Managementplan beschäftigt sich unter anderem mit den aktuellen Gegebenheiten des FFH-Gebietes und den Hindernissen bei der Erhaltung und Weiterentwicklung der FFH-Lebensraumtypen. Die Ergebnisse fließen in den FFH-Maßnahmenkatalog ein.

## FFH-Maßnahmenkatalog
Der FFH-Maßnahmenkatalog im Managementplan führt geplante Maßnahmen zur Erhaltung und Entwicklung der FFH-Lebensraumtypen im FFH-Gebiet an. Konkrete Empfehlungen sind in einer Maßnahmenkarte beschrieben.
Schwerpunkt der Maßnahmen ist die Umwandlung von Fichten- und Tannenbeständen in Laubwald und der Erhalt von Altholzbeständen und Habitatbäumen.

## FFH-Erfolgskontrolle und Monitoring der Maßnahmen
Eine FFH-Erfolgskontrolle und Monitoring der Maßnahmen findet in Schleswig-Holstein alle 6 Jahre statt. Für das FFH-Gebiet Karlsburger Holz sind vom Ministerium für Energiewende, Landwirtschaft, Umwelt, Natur und Digitalisierung des Landes Schleswig-Holstein keine Ergebnisse des letzten Folgemonitorings veröffentlicht (Stand: August 2021).